# Achaearanea polygramma
Achaearanea polygramma är en spindelart som först beskrevs av Kulczynski 1911.  Achaearanea polygramma ingår i släktet Achaearanea och familjen klotspindlar. Inga underarter finns listade i Catalogue of Life.